# Guadalupe (Califórnia)
Guadalupe é uma cidade localizada no estado americano da Califórnia, no condado de Santa Bárbara. Foi incorporada em 3 de agosto de 1946.

## Geografia
De acordo com o United States Census Bureau, a cidade tem uma área de 3,4 km², onde todos os 3,4 km² estão cobertos por terra.

### Localidades na vizinhança
O diagrama seguinte representa as localidades num raio de 24 km ao redor de Guadalupe.

## Demografia
Segundo o censo nacional de 2010, a sua população é de 7 080 habitantes e sua densidade populacional é de 2 086,72 hab/km². É a cidade mais densamente povoada do condado de Santa Bárbara. Possui 1 887 residências, que resulta em uma densidade de 556,16 residências/km².